# جبير (صباح)

تعديل مصدري - تعديل

جبير هي إحدى قرى عزلة صباح بمديرية صباح التابعة لمحافظة البيضاء، بلغ تعداد سكانها 1527 نسمة حسب تعداد اليمن لعام 2004.